# Xã Merritt, Michigan
Xã Merritt (tiếng Anh: Merritt Township) là một xã thuộc quận Bay, tiểu bang Michigan, Hoa Kỳ. Năm 2010, dân số của xã này là 1.441 người.